# لحظات حب (فلم)
لحظات حب أو اللحظات التي اختفت فيلم دراما مصري إنتاج عام 2001، مدة الفيلم 104 دقيقة وهو قصة وسيناريو وحوار نادية رشاد وإخراج يوسف أبو سيف.

## قصة الفيلم
تدور أحداث الفيلم حول أمينة وهي زوجة وأم وموظفة مخلصة في خدمة عملها وزوجها وأولادها، تصاب أمينة بمرض خطير مما يصيبها الخوف من هذا المرض وتشعر أن اجلها قد اقترب لان المرض الذي أصابها قد أصاب والدها بالسابق فمات بسببه والذي يزيد معاناتها هو إهمال زوجها لها بعد إصابتها بالمرض.

## أبطال الفيلم
| اسم الممثل     | دوره               |
| -------------- | ------------------ |
| بوسي           | أمبنه              |
| مصطفى فهمي     | أحمد               |
| محمود قابيل    | فريد               |
| نادية رشاد     | فاطمه              |
| ميرنا وليد     | نشوى               |
| زيزي مصطفى     | درية               |
| نادية رفيق     | والدة أمينة        |
| حسن كامي       | والد نشوى          |
| عفاف رشاد      | طبيبة              |
| علاء زينهم     |                    |
| عادل برهام     | لطفي               |
| رشدي عسكر      | علي                |
| علية الجباس    | زميلة أمينة        |
| رزق القوصي     |                    |
| أشرف صالح      |                    |
| حسن عثمان      | زميل أمينة         |
| فاتن شعبان     | حصة                |
| جمال يوسف      | شفيق               |
| عيد أبو الحمد  | مدير معرض السيارات |
| حمدي إسماعيل   |                    |
| أحمد فوزي      |                    |
| أحمد بيومي     |                    |
| محمد عنتر      |                    |
| لينا السعدني   | علياء عساف         |
| ناصر عيد       |                    |
| محمد نصر       |                    |
| علياء عساف     | نهى                |
| كريم فكري صادق | ميدو               |

## طاقم الفيلم
| طاقم الفيلم                                                        | دوره                 |
| ------------------------------------------------------------------ | -------------------- |
| عماد شحاتة                                                         | (منفذ إنتاج)         |
| قطاع الإنتاج - اتحاد الإذاعة والتلفزيون (ج.م.ع)                    | (منتج)               |
| عبد الحميد غريب                                                    | (مدير الإنتاج)       |
| أحمد حمدي                                                          | (ماكيير)             |
| مجدي خلف                                                           | (كوافير)             |
| أحمد عسر                                                           | (مدير التصوير)       |
| إيهاب زين                                                          | (مصور)               |
| يوسف أبو سيف                                                       | (مخرج)               |
| نادية رشاد                                                         | (قصة وسيناريو وحوار) |
| مها الصوابي                                                        | (مهندس الديكور)      |
| قطاع الشئون المالية والاقتصادية - اتحاد الإذاعة والتلفزيون (ج.م.ع) | موزع                 |
| نفيسة نصر                                                          | (مونتير)             |
| مصطفى ناجي                                                         | (موسيقى تصويرية)     |

## وصلات خارجية
- مقالات تستعمل روابط فنية بلا صلة مع ويكي بيانات
- لحظات حب على فور يونت
- لحظات حب على filmyzilla
- لحظات حب على الدهليز
- لحظات حب على كاروهات
- لحظات حب على شاهد برو
- لحضات حب على اون لاين
- لحظات حب على هلال تيوب